# 单位双曲线

蓝色的是单位双曲线，绿色的是其共轭，红色的是它们的渐近线.

在几何学中，单位双曲线是指笛卡尔平面上满足隐函数 {\displaystyle x^{2}-y^{2}=1} 的点的集合或满足 {\displaystyle y^{2}-x^{2}=1} 的点的集合（互为共轭）. 单位双曲线属于等轴双曲线，有渐近线 {\displaystyle y=x} 和 {\displaystyle y=-x}，离心率等于 {\displaystyle {\sqrt {2}}.}

## 渐近线
通常，曲线的渐近线是指曲线收敛到的直线。在代数几何和代数曲线理论中，引入了射影平面，此时渐近线是指在无穷远处与曲线相切的线.
等轴双曲线{\displaystyle f=x^{2}-y^{2}-1}在ℝ²中相应的投影曲线是{\displaystyle F=x^{2}-y^{2}-z^{2}}，与z = 0交于点P = (1 : 1 : 0)和Q = (1 : −1 : 0). P和Q都在F上simple，有切线x + y = 0, x − y = 0，即我们熟悉的初等几何中的渐近线.

## 参数化

单位双曲线的两支上的点分别为 和 ，取决于双曲角度参数.

参数化单位双曲线的直接方法之一是利用双曲线xy = 1可以用指数函数：{\displaystyle (e^{t},\ e^{-t})}参数化的特点.
这一双曲线可以通过具有矩阵 {\displaystyle A={\tfrac {1}{2}}{\begin{pmatrix}1&1\\1&-1\end{pmatrix}}} 的线性映射映射到单位双曲线. 
{\displaystyle (e^{t},\ e^{-t})\ A=({\frac {e^{t}+e^{-t}}{2}},\ {\frac {e^{t}-e^{-t}}{2}})=(\cosh t,\ \sinh t).}
参数t是双曲角度参数，即双曲函数的参量.